# Xerotia
Xerotia é um género botânico pertencente à família Caryophyllaceae.